# یونس آک‌گون
یونس آک‌گون (انگلیسی: Yunus Akgün؛ زادهٔ ۷ ژوئیهٔ ۲۰۰۰) بازیکن فوتبال اهل ترکیه است.
از باشگاه‌هایی که در آن بازی کرده‌است می‌توان به باشگاه فوتبال گالاتاسرای اشاره کرد.